# Lake Henry
Lake Henry è un comune degli Stati Uniti d'America, situato nello Stato del Minnesota, nella Contea di Stearns.